# Edward Grady Partin
Edward Grady Partin Sr., né le 27 février 1924 à Woodville (Mississippi) et mort le 11 mars 1990 à Baton Rouge (Louisiane), est un syndicaliste et politicien démocrate américain, membre et agent d'affaires du syndicat des Teamsters (IBT). Il est surtout connu pour son témoignage en 1964 contre Jimmy Hoffa, le président de l'IBT, soupçonné par certains d'être derrière la mort de John F. Kennedy. Ceci permet alors au frère du président assassiné, Robert F. Kennedy de faire condamner Hoffa pour corruption de jury.

## Activités au syndicat desTeamsterset dans les gangs
Partin a été durant 30 ans le directeur des cinq agences locales de l'IBT de Baton Rouge, la capitale de la Louisiane. En 1961, il est accusé par l'IBT de détournement de fonds après le vol dans un coffre-fort d'une somme d'argent appartenant au syndicat, deux témoins-clés pour le tribunal étant décédés. Il est mis en examen le 27 juin 1962, pour 26 chefs d'accusation de détournement de fonds et d'usage de faux, puis libéré sous caution.
Le 14 août 1962, Partin est poursuivi pour un accident de la circulation ayant blessé deux passagers et causé la mort d'un troisième. Il est inculpé pour homicide involontaire et délit de fuite. Il se rend aussi à la justice pour enlèvement aggravé.
En mars 1979, il est finalement reconnu coupable de complot en vue d'entraver la justice par subornation de témoins et parjure. Partin plaide la non-contestation pour de nombreuses autres accusations de corruption au sein du syndicat, y compris le détournement de fonds, et sortira de prison en 1986.

## Témoignage contre Hoffa
En 1963, Jimmy Hoffa, le président du syndicat des Teamsters, est arrêté pour tentative de manipulation d'un jury par corruption d'un juré dans une affaire de l’année précédente sur des versements provenant d'une entreprise de camionnage. Partin déclare à cette occasion s’être vu offrir 20 000 $ pour influencer le jury en faveur de Hoffa. Ce témoignage constitue la principale preuve retenue par le ministère de la Justice pour condamner Hoffa à huit ans de prison. Toute l'affaire reposait sur son témoignage où il était considéré comme le seul et unique témoin.
Partin nie sous serment avoir été indemnisé par le ministère de la Justice, mais l’on apprend que son ex-femme s'était vue verser une pension alimentaire par le ministère. Il nie d'abord avoir bénéficié d'une immunité, immédiate ou rétroactive pour son témoignage, mais revient ensuite sur ses déclarations, sous serment lors d’une comparution au tribunal.